# Латинізація імен
Латиніза́ція іме́н — відтворення нелатинської назви / імені в латинському стилі. Зазвичай виконується над особистими іменами, топонімами та у стандартній науковій біноміальній номенклатурі, біологічній систематиці тощо.

## Історія
В епоху Римської імперії був поширений переклад назв латиною (на Заході) або грецькою (на Сході) мовою. Крім того, латинізовані версії грецьких іменників, особливо власні імена, носії латини могли легко відмінювати з мінімальною модифікацією початкового слова.
У середньовіччі, після падіння Римської імперії, головним носієм латинської мови стала Римсько-католицька церква, для якої вона була основною. У цей період більшість європейських учених були священниками й освічені люди розмовляли латиною, яка в результаті міцно утвердилася як наукова мова Заходу.
У Новий час Європа значною мірою відмовилася від латини як наукової мови, але деякі галузі знань за традицією використовують латинську термінологію. Оскільки західна наука стала у XVIII — XIX століттях домінівною, використання латинських назв у цих галузях стало всесвітнім стандартом.

### Імена людей
Латинізація часто використовувалася в класичній літературі епохи Відродження як наслідування античних авторів. Імена, використовувані гуманістами Ренесансу, були переважно перекладами оригінальних прізвищ із місцевих мов, іноді з грою слів. Такі імена могли бути прикриттям скромного соціального походження.
Латинізація могла здійснюватися:
- перетворенням на латинське звучання: Джабір → Габер
- доданням латинського суфікса: Meibom[de] → Meibomius (Мейбомій)
- перекладом значення: Jäger[de] («мисливець») → Venator (Венатор)
- перекладом якогось атрибута людини: Родом з[es] Наймегена → Noviomagus (Новіомаг)

### Топоніми
У багатьох мовах зустрічаються географічні назви в латинізованій формі. Це ознака їх походження зі стародавніх текстів, у яких топоніми написано латиною.
Прикладами подібних назв країн та регіонів є:
- Естонія (ест. Eesti, нім. Estland — «Земля естів»)
- Лівонія (лів. Līvõmō, нім. Livland — «Земля лівів»)
- Іжорія (фін. Inkerinmaa, нім. Ingermanland — «Земля іжорців»)

### Наукові терміни
У науковому обігу основною метою латинізації є створення загальновизнаної міжнародної назви. Це звична практика для наукової термінології.
Наприклад, Лівістона — рід пальм, який отримав назву на честь Патріка Мюррея, лерда Лівінгстонського (1632—1671), який зібрав у своєму саду понад тисячу різних рослин — є латинізацією імені шотландського клану Лівінгстон.
В астрономії використовується система іменування зір Баєра, в якій кожній зорі присвоюється комбінація грецької літери та назви відповідного сузір'я латиною в родовому відмінку:
- α Centauri — Альфа Центавра
- τ Ceti — Тау Кита

### Інше
Автомобільна марка Audi (лат. audi → слухай) — латинізована форма прізвища засновника компанії Августа Горха (від дієслова нім. hören → слухати).